# Haillainville
Haillainville település Franciaországban, Vosges megyében. Lakosainak száma 181 fő (2022. január 1.). Haillainville Ortoncourt, Rehaincourt, Essey-la-Côte, Giriviller, Clézentaine, Damas-aux-Bois és Fauconcourt községekkel határos.

## Népesség
A település népességének változása:
| Lakosok száma | 173  | 169  | 172  | 167  | 171  | 174  | 178  | 179  | 181  |
|               | 2013 | 2015 | 2016 | 2017 | 2018 | 2019 | 2020 | 2021 | 2022 |